# Pahae Aek Sagala
Pahae Aek Sagala is een bestuurslaag in het regentschap Tapanuli Selatan van de provincie Noord-Sumatra, Indonesië. Pahae Aek Sagala telt 1088 inwoners (volkstelling 2010).